# Santa Fe (Argentína)
Santa Fe  Santa Fe tartomány fővárosa. Argentína északkeleti részén fekszik a Paraná és a Salado folyók találkozásánál. A 15 km-es Hernandarias Subfluvial alagút köti össze a várost a Paraná folyóval. Santa Fe körülbelül 369 000 lakosú  város, a 2001-es népszámlálás adatai szerint. Az agglomerációval együtt 454 238 fő lakosa van, így a kilencedik legnagyobb város Argentínában.
Santa Fe Rosariótól 170 km-re északi irányban fekszik, amely a legnagyobb város a tartományban. A Estanislao López dandártábornokról elnevezett autópálya és a 11-es főút dél felé Buenos Airesbe vezet, a városban található a Sauce Viejo repülőtér, ami napi közvetlen járatot indít Rosarióba és Buenos Airesbe.

## Története
Santa Fét eredetileg  Juan de Garay kapitány alapította 1573-ban. A település az állandó árvizek miatt 1653-tól fekszik jelenlegi helyén. 1814-ben lett tartományi székhely, amikor elkülönítették a Buenos Aires-tartománytól,  Nemzeti Alkotmányozó Nemzetgyűlést is tartottak a városban 1853-ban.
Santa Fe  kereskedelmi és közlekedési központja a gazdag mezőgazdasági területnek, ahol  gabonát, növényi olajokat és a húsokat termelnek illetve dolgoznak fel. A városban három jelentős  iskola található: a Nemzeti Műszaki Egyetem, Katolikus Egyetem (avatták 1959-ben), és a Nemzeti Egyetem (alakult, mint tartományi egyetem 1889-ben, átnevezték 1919-ben.)
A függőhíd építése 1924-ben fejeződött be, bár súlyos áradások részben elpusztították 1983-ban. A városnak történelmi szerepe van az argentin alkotmányozásban, itt tartották több jelentős nemzetgyűlést: 1949-ben, 1957-ben és 1994-ben.
A város környéke még mindig nem mentes az árvizektől, 2003. április 29-én a Salado folyó öntött ki, amely közel 2 méteres vízszintnövekedést okozott néhány órával a heves esőzések után. Közel 100 000 embert kellett evakuálni és a város nagy része továbbra is víz alatt állt több mint egy héttel az áradás után. 2008-ban a függőhidat újból megnyitották.

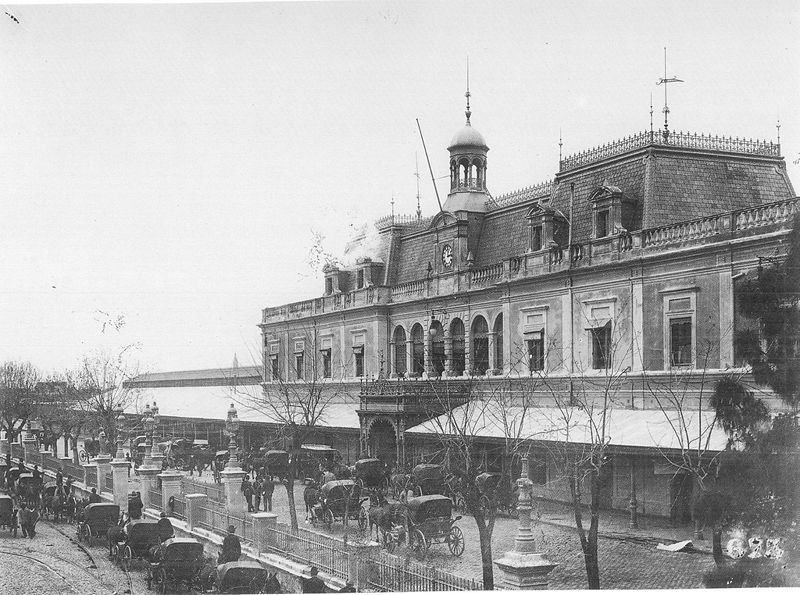
Santa Fe vasútállomás (1905), ma távolsági buszpályaudvar
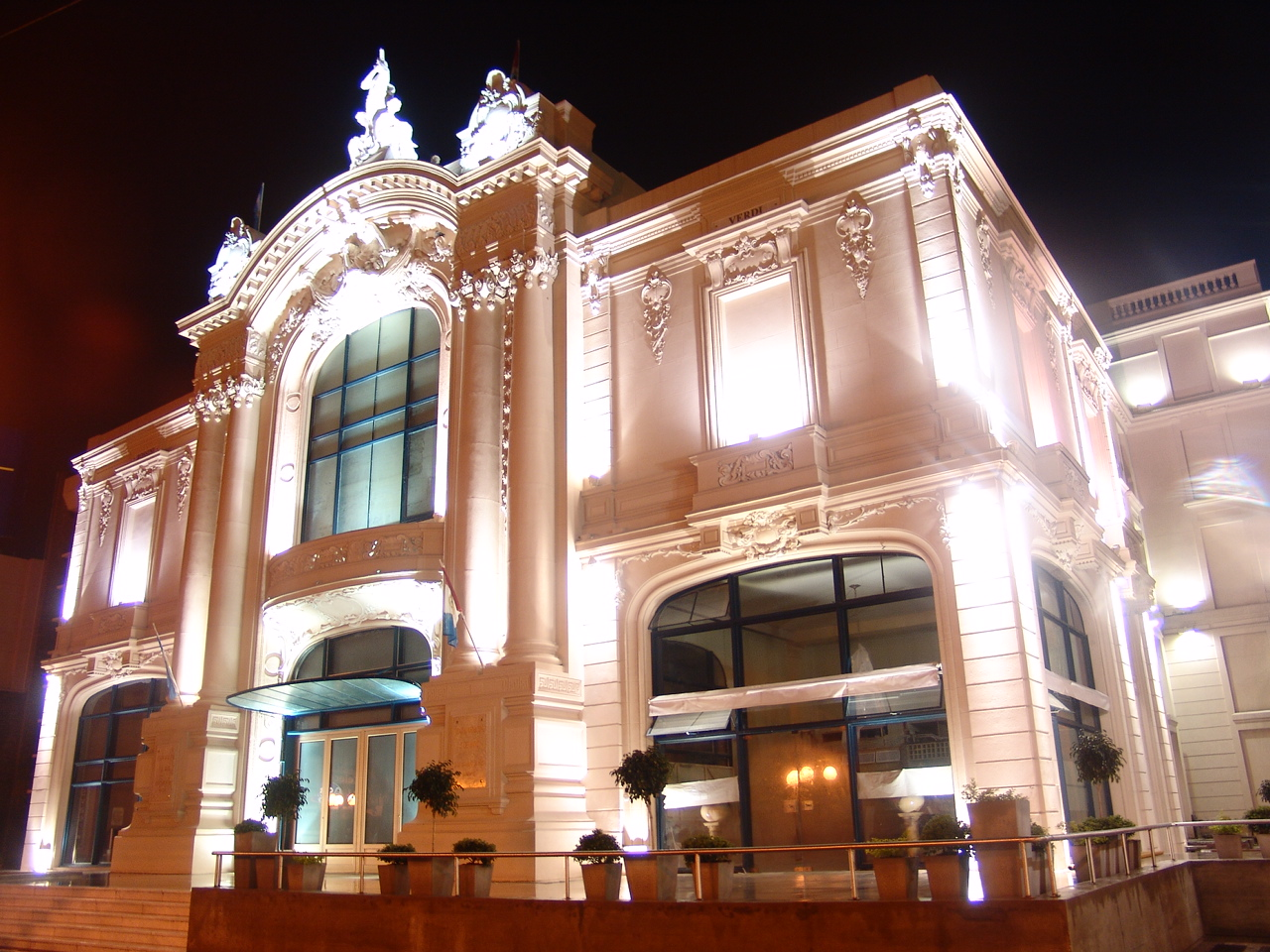
városi színház, Santa Fe
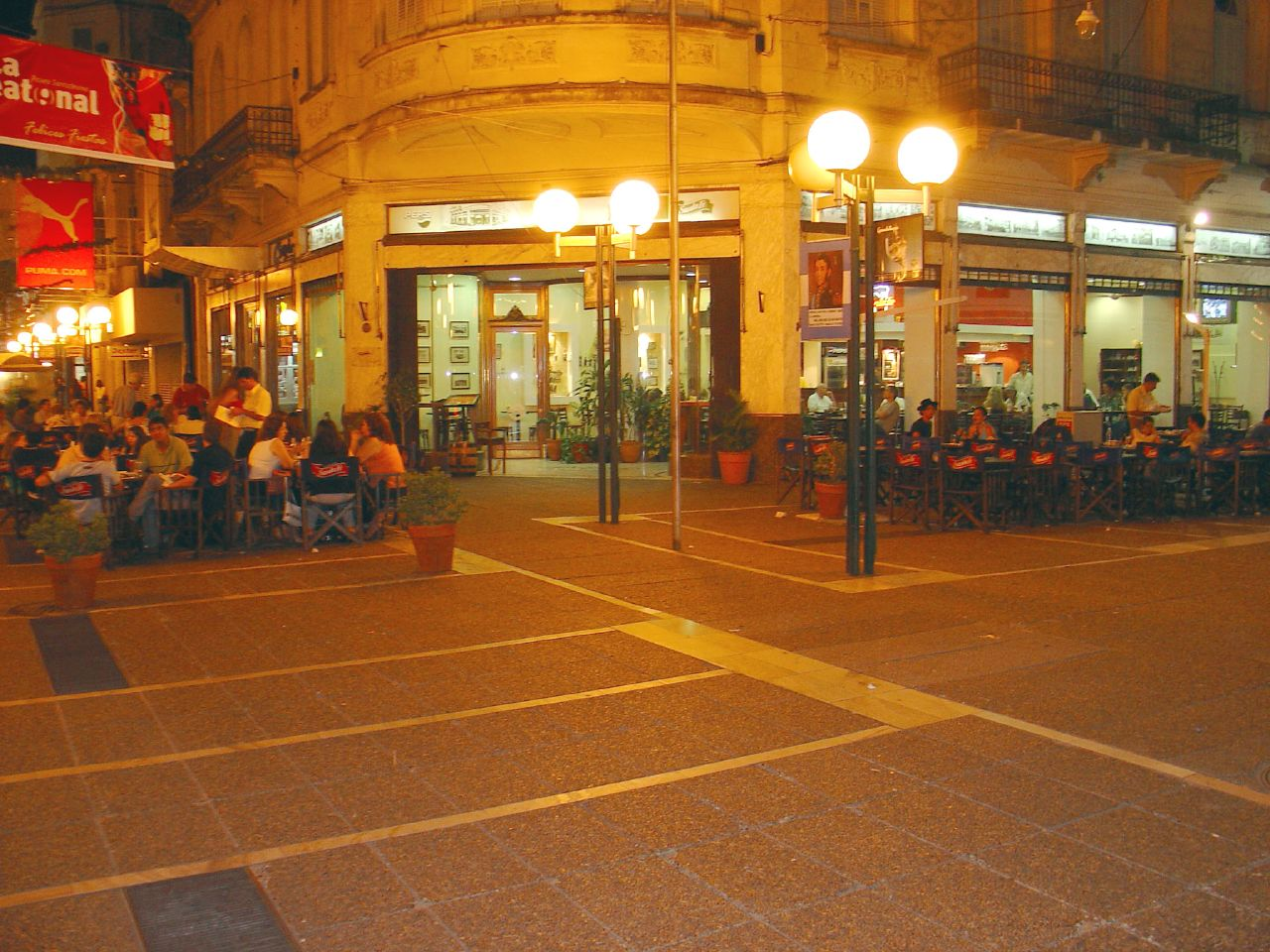
a Pedestrian San Martín út

## Éghajlata
A város éghajlata nedves szubtrópusi Köppen osztályozása alapján. A tél általában enyhe, bár a minimum hőmérséklet 0 °C  alá süllyed, hidegek az éjszakák a tél folyamán. A nyár általában meleg és párás. Szélsőséges hőhullámok jellemzők, a maximális hőmérséklet meghaladhatja a 45 °C-ot is.  
Csapadék várható az egész év folyamán, bár nyáron általában a csapadékosabb az időjárás. Záporok valamint erős felhőszakadás is előfordul.

## A város

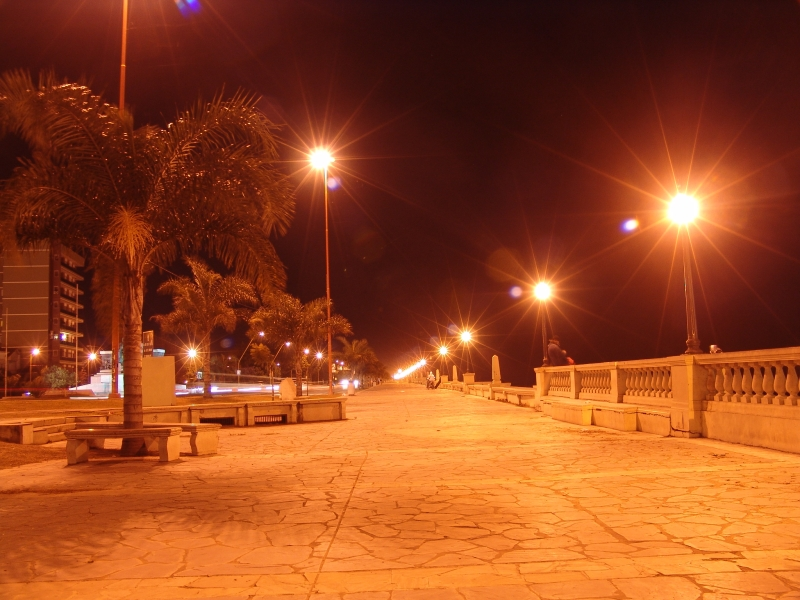
Santa Fe, a folyóparton

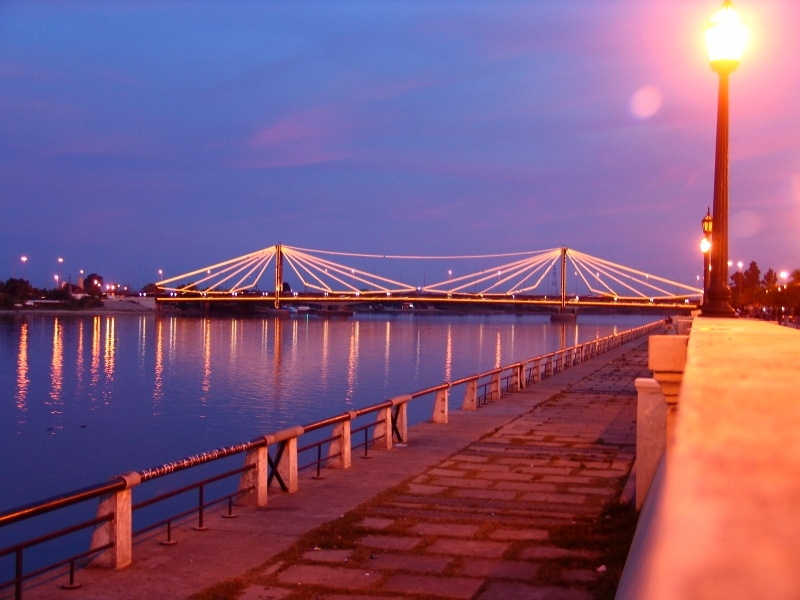
Puente Colgante híd

Santa Fé jelentős kereskedelmi központ, pezsgő kulturális élettel, lehetőség van a sportolásra és a turizmusra, számos művészeti és zenei rendezvényt tartanak, valamint izgalmas az éjszakai élet.
Jelentős a turisztikai infrastruktúra: a folyóparton bárok és éjszakai klubok, elegáns éttermek találhatók, a táj szépsége és a különböző attrakciók a turisták  számára élvezetessé teszik a népszerű régióban történő nyaralást. Vadászat, horgászat, kirándulások, séták a folyó parton, vízi sportok űzése a Paraná-folyón, a csillagvizsgáló központ vagy a kísérleti állatkert meglátogatása teszi vonzóvá a várost. Összegezve Santa Fé-ben változatosak a  látnivalók, hogy elmerüljünk a történelemben, amikor meglátogatja a turista a műemlékeket, múzeumokat vagy felkeresse a gyönyörű parkokat, folyó partot amit vadon élő növény- és állatvilág vesz körül.

## Híres személyek
- Ezequiel Martínez Estrada (1895–1964) író, költő
- Carlos Monzón (1942–1995) ökölvívó
- Carlos Reutemann (1942–2024) Forma 1-es autóversenyző
- Leopoldo Luque (1949–2021) labdarúgó
- Hugo Villaverde (1954–2024) labdarúgó
- Héctor Cúper (1955–) labdarúgó, edző
- Pedro Pasculli (1960–) labdarúgó, edző
- Andrés Nocioni (1979–) NBA-kosárlabdázó
- Carlos Delfino (1982–) NBA-kosárlabdázó

## Testvérvárosai
- Aarau Svájc
- Afula Izrael
- Haifa Izrael
- Callao Peru
- Montevideo Uruguay
- Canelones Uruguay
- Cuneo Olaszország
- Rosolini Olaszország
- Kalifornia USA
- Santa Fe Springs USA
- Tetuán Marokkó
- Asunción Paraguay
- Ypacaraí Paraguay
- Lagos Nigéria
- Iquique Chile
- Durban Dél-Afrika
- Fokváros Dél-Afrika

## Fordítás
- Ez a szócikk részben vagy egészben  a   Santa Fe, Argentina című angol Wikipédia-szócikk ezen változatának fordításán alapul.  Az eredeti cikk szerkesztőit annak laptörténete sorolja fel. Ez a jelzés csupán a megfogalmazás eredetét és a szerzői jogokat jelzi, nem szolgál a cikkben szereplő információk forrásmegjelöléseként.